# Фібра
Фібра (від лат. fibra — волокно):

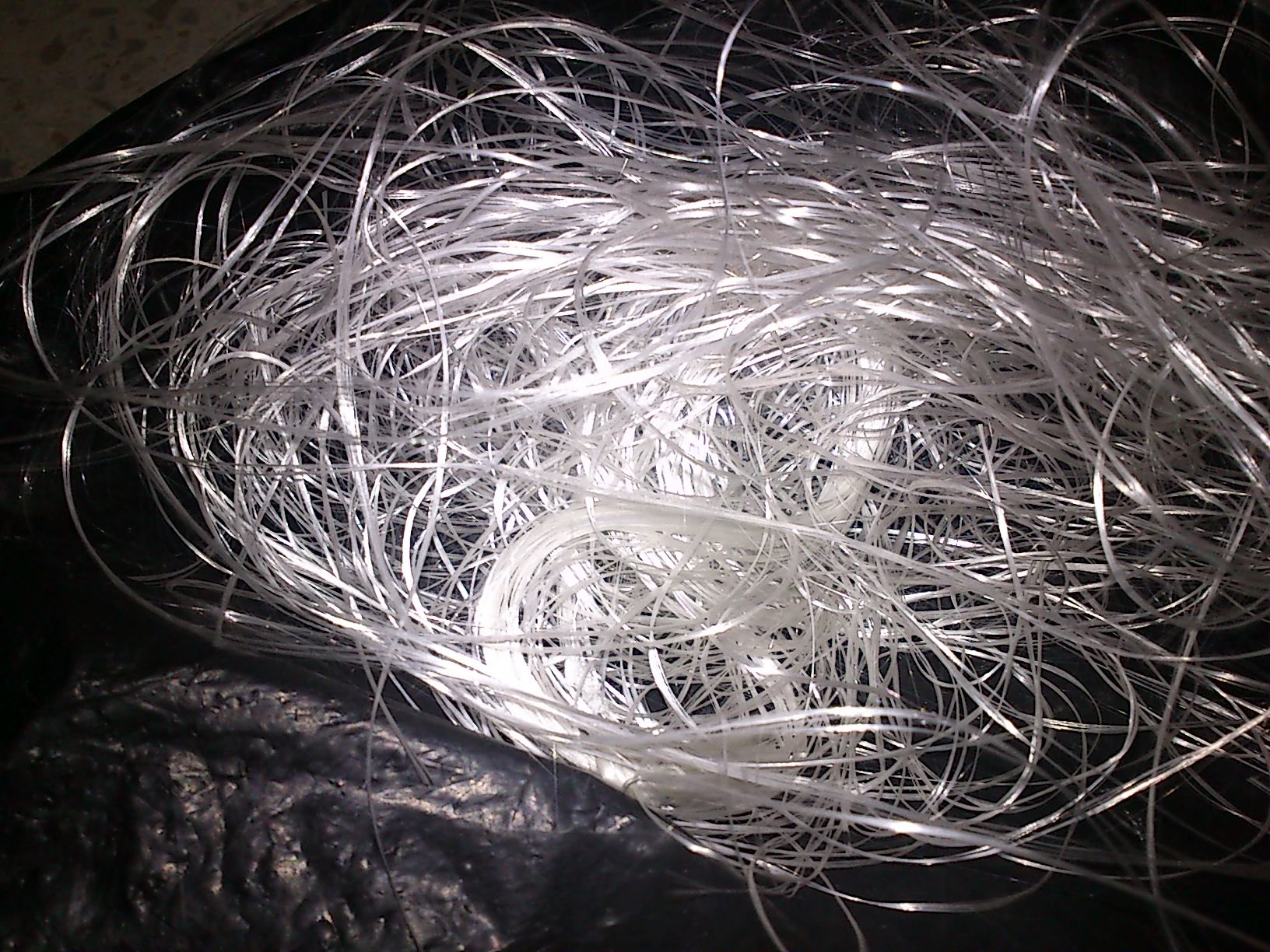
Скляна фібра.

- Матеріал, виготовлений просоченням декількох шарів паперу-основи концентрованим розчином  хлориду цинку (рідше розчином сірчаної кислоти і роданіду кальцію) і наступним пресуванням.
Випускається у вигляді листів - червона, чорна і нефарбована.
- Матеріал у вигляді волокон або вузьких смуг, застосовуваний для дисперсного армування бетонних конструкцій. При цьому підвищується опір розтяганню, стирання, ударним навантаженням. Фібра може бути сталевою, скляною, базальтовою, полімерною, поліефірною.
- Під збірною назвою «Фібра» йдеться про відрізки тонкого сталевого дроту, відходи цвяхового виробництва та ін. волокна з металу, зі скла, полімерів (головним чином пропілену).